# Free Software Foundation Latin America
Free Software Foundation Latin America – fundacja utworzona 23 września 2005 roku jako filia Free Software Foundation w Ameryce Łacińskiej. Jest trzecią utworzoną, po Free Software Foundation Europe i Free Software Foundation India lokalną filią FSF. Jej siedziba znajduje się w argentyńskim Rosario. Prowadzi projekt Linux-libre.